# Adam Marszałkowicz
Adam Jan Maksymilian Marszałkowicz (ur. 30 października 1896 w Stroniu, zm. 19 kwietnia 1964 we Wrocławiu) − polski ziemianin, wojskowy, w latach 1930−1933 komisarz rządowy Tarnowa, w latach 1933-1934 pełniący funkcję prezydenta Tarnowa. 

## Życiorys
Adam Marszałkowicz pochodził z ziemiańskiej rodziny herbu Zadora. Jego ojciec, Jan Maksymilian, zarządzał gospodarstwem w Stroniu w powiecie limanowskim. Wkrótce cała rodzina przeniosła się do Nowego Sącza a później do Lwowa. Tam Adam Marszałkowicz związał się ze skautingiem, a w sierpniu 1914 roku wstąpił jako ochotnik do Legionu Wschodniego, po jego rozwiązaniu zaś do 2 pułku ułanów II Brygady Legionów Polskich. Uczestniczył w walkach w Karpatach, na Węgrzech i Wołyniu.
Po kryzysie przysięgowym pozostał w składzie Polskiego Korpusu Posiłkowego. Po przejściu oddziałów pułkownika Hallera na drugą stronę frontu w lutym 1918 roku, Adam Marszłkowicz został aresztowany. Po ucieczce do Lwowa wstąpił do Polskiej Organizacji Wojskowej. Poszukiwany, musiał używać fałszywego nazwiska. Ukrywał się w Jarosławiu i pobliskim folwarku rodziny Czartoryskich. Pod koniec 1918 roku wstąpił do formujących się oddziałów Wojska Polskiego i wziął udział w odsieczy Lwowa. Od maja do lipca 1920 roku był adiutantem komendanta linii demarkacyjnej podczas plebiscytu na Śląsku Cieszyńskim.
W lipcu 1920 roku został awansowany do stopnia podporucznika w składzie oddziału wydzielonego podpułkownika Romana Abrahama, biorąc udział w walkach wojny polsko-bolszewickiej. Za swą postawę podczas wojny został odznaczony Krzyżem Walecznych. W 1921 roku urlopowano go z wojska, umożliwiając mu zdanie matury i ukończenie studiów. Dwa lata później ukończył Wyższe Kursy Ziemiańskie we Lwowie. 10 stycznia 1924 roku ożenił się z Zofią Turnau i osiadł w otrzymanym w posagu majątku w Zgłobicach koło Tarnowa. Przeniesiony do rezerwy w stopniu porucznika, otrzymał przydział do 5 pułku strzelców konnych w tarnowskim garnizonie. Pracował w Składnicy Kółek Rolniczych w Tarnowie. Zaangażował się również w politykę: został członkiem Bezpartyjnego Bloku Współpracy z Rządem i reprezentował go w Radzie Wojewódzkiej w Krakowie, działał również w Związku Legionistów Polskich.
W drugiej połowie 1930 roku, w związku z narastającym zadłużeniem miasta, wojewoda krakowski podjął decyzję o wprowadzeniu w Tarnowie zarządu komisarycznego. 19 grudnia tegoż roku rozwiązana została Rada Miejska i zwolniony z urzędu dotychczasowy burmistrz, Michał Skowroński. Cztery dni później utworzono zarząd tymczasowy. Na komisarza powołano Adama Marszałkowicza, jego zastępcą został były wiceburmistrz Herman Mütz. Radę Miasta zastąpiono 16-osobową radą przyboczną i trzema asesorami. Okres rządów komisarycznych miał posłużyć stabilizacji finansów miejskich i ograniczeniu deficytu. Jednak pod koniec 1933 roku budżet miasta był bardziej zadłużony niż trzy lata wcześniej. Najważniejszymi wydarzeniami tego okresu były: budowa Grobu Nieznanego Żołnierza w rejonie ulicy Wałowej oraz dwie wizyty prezydenta Ignacego Mościckiego, oficjalna, z okazji X Ogólnego Zjazdu Legionistów Polskich w sierpniu 1931 roku (obecni byli również marszałkowie Sejmu i Senatu, Kazimierz Świtalski i Władysław Raczkiewicz oraz premier Aleksander Prystor) i prywatna w lutym 1932 roku. W czerwcu 1932 roku doszło do roszad personalnych w obrębie zarządu komisarycznego, między innymi stanowisko utracił Herman Mütz, zastąpiony przez Edwarda Szalita. Kolejna zmiana składu części zarządu i rady przybocznej nastąpiła w marcu 1933 roku. Po raz pierwszy w historii Tarnowa do samorządu weszła wówczas kobieta, Adela Sobolewska.
Zgodnie z ustawą z dnia 23 marca 1933 roku, która weszła w życie 13 lipca, nastąpiła zmiana organów wykonawczych samorządu Tarnowa. W miejsce burmistrza wprowadzone zostało stanowisko prezydenta miasta, i od tej chwili urząd ten pełnił, chociaż bez umocowania w postaci wyborów, Adam Marszałkowicz. Wybory do Rady Miejskiej odbyły się 10 grudnia 1933 roku i przyniosły zwycięstwo socjalistom, którzy zdobyli 17 na 40 mandatów. Marszałkowicz złożył urząd 14 lutego 1934 roku. Wkrótce wystąpił z BBWR i zbliżył się do Polskiej Partii Socjalistycznej.
Podczas II wojny światowej Adam Marszałkowicz aktywnie uczestniczył w ruchu oporu. Był żołnierzem Armii Krajowej, w jego majątku w Zgłobicach działała tajna wytwórnia ręcznych granatów R-42 Sidolówka, którą zorganizował Jan Dębski, działacz Stronnictwa Ludowego „Piast”. W 1944 roku był zastępcą dowódcy lokalnej kompanii Wojskowej Służby Ochrony Powstania. W 1945 roku otrzymał promocję do stopnia rotmistrza. Po zakończeniu wojny, obawiając się represji ze strony reżimu komunistycznego, wyjechał do Krakowa, następnie do Wrocławia. Wstąpił do powojennej PPS, w 1948 roku do PZPR. Dwa lata później został z niej usunięty jako osoba obca klasowo. Na Dolnym Śląsku pracował do emerytury w 1960 roku. Zmarł cztery lata później i został pochowany na wrocławskim Cmentarzu Świętej Rodziny.
Jego synem był Jerzy Adam Marszałkowicz, założyciel Towarzystwa Pomocy im. św. Brata Alberta.